# UPN
United Paramount Network (UPN) — американская телевизионная сеть. Принадлежала Viacom, но потом была продана CBS Corporation. В 2006 году канал подвергся перезапуску под новым названием, состоящим из первых букв компаний Warner Brothers и CBS Corporation, таким образом, канал получил название The CW Television Network.

## История
В 1993 году развлекательный конгломерат «Viacom» предложил приобрести «Paramount», чем вызвал начало целой войны с Барри Диллером по покупке компании. В итоге «Viacom» победил, заплатив по итогам торгов 10 миллиардов долларов США за активы «Paramount». В 1995 «Viacom» совместно с «United Television» запустили проект «United Paramount Network» (UPN), тем самым осуществив мечту Диллера 70-х годов ТВ-сети.
В 1999 «Viacom» выкупил долю «United Television» и передал бразды правления коммерчески неустойчивой сетью более стабильному своему подразделению «CBS». В начале 2005 частично из-за проблем в сфере телевизионного бизнеса, «Viacom» объявил о своем разделении на 2 компании.
Разделение было завершено в январе 2006. По результатам разделения телевизионная и радиосеть «CBS», сеть радиостанций «Infinity» (ныне «CBS Radio»), подразделение «Paramount Television» (ныне «CBS Paramount Television») и «UPN» (ныне «The CW Television Networkco», находящееся в совместном владении с конкурирующей компанией «Warner Bros.») стали частью корпорации «CBS Corporation». А «Paramount Pictures» осталась вместе с «MTV», «BET» и другими довольно прибыльными кабельными каналами корпорации «New Viacom».